# 天主教巴西東方禮教長區
天主教巴西東方禮教長區（拉丁語：Brasiliae）是巴西一個東儀天主教教區，直屬聖座。教長區服務當地除馬龍尼禮、默基特禮和烏克蘭禮以外的東方禮教友。
教長區成立於1951年11月14日，1997年有教友10,000人、四個堂區、五名司鐸。現任教長為瓦爾莫‧德阿澤維多。